# Glockenbrunnen (Bad Soden)

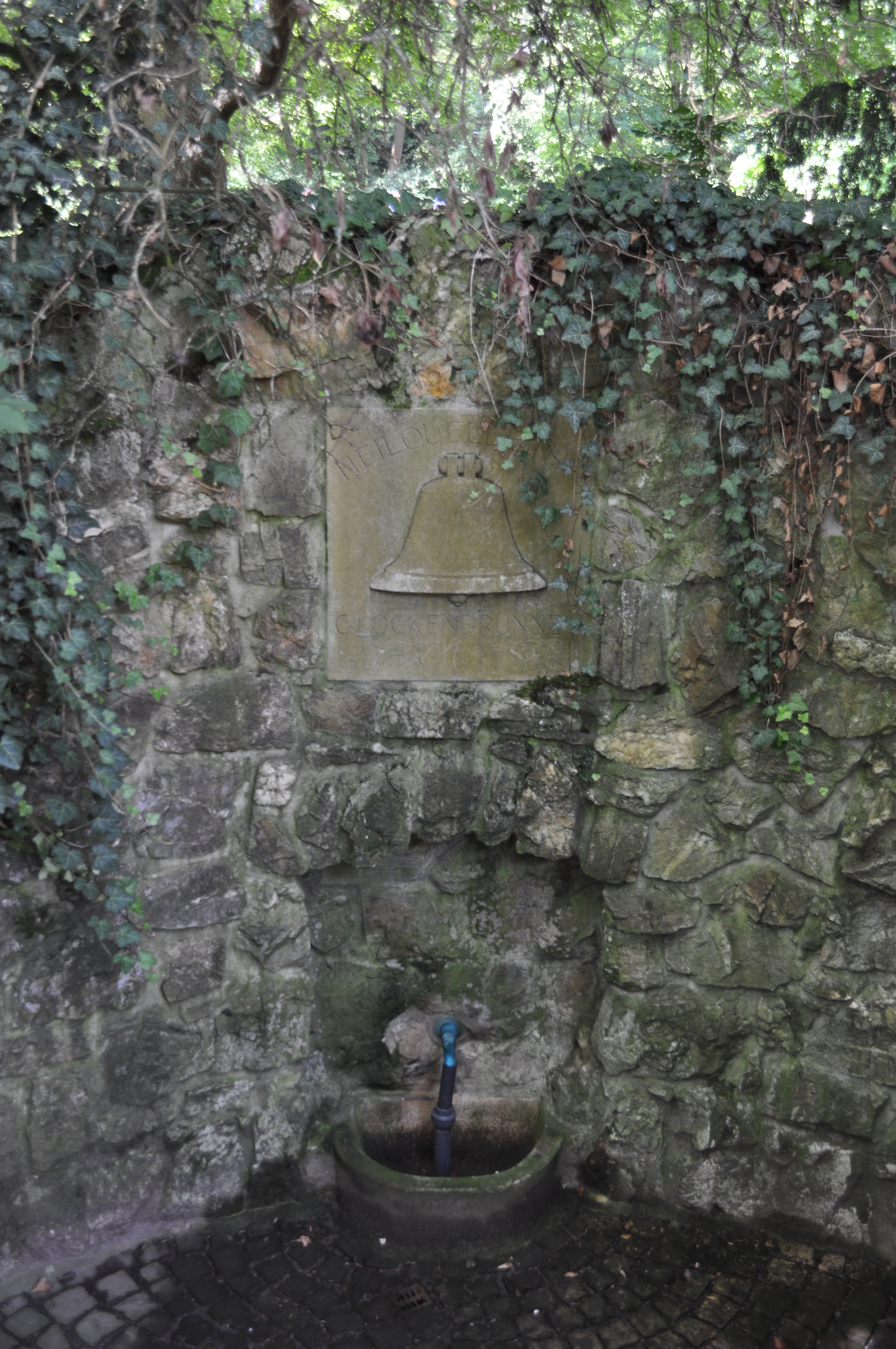
Glockenbrunnen

Der Glockenbrunnen (Quelle Nr. XII) ist eine amtlich anerkannte Mineralquelle in der Stadt Bad Soden am Taunus in Hessen. Er befindet sich wie der Champagner- und Winklerbrunnen im Wilhelmspark.

## Geschichte
Der Glockenbrunnen  wurde 1906 gefasst. Mittelalterliche Fundstücke am Brunnen deuten auf eine frühere Nutzung der Quelle hin. Der Brunnen befindet sich wenige Meter südlich des Winklerbrunnens am ehemaligen Standort der Engel’schen Hofreite. Früher wurde das Wasser des Brunnens zur Herstellung von "Schutts Mineralpastillen mit Glocke" genutzt.

## Anwendung
Das Wasser der Quelle wird für Trinkkuren und Inhalationen verwendet. Es handelt sich hierbei um ein Thermalen Natrium-Calcium-Chlorid-Hydrogencarbonat-Säuerling. Ein Liter der Quelle deckt 25 % des Magnesiums-, 25 % des Calciums-, 40 % des Jod- sowie 50 % des Eisenbedarfs eines Menschen.

### Anwendungsgebiete
- Erkrankungen des Magens und des Dünndarms
- Anregung der Verdauungsfunktion
- Harnwegsinfekte
- Atemwegs- und Mundschleimhauterkrankungen